# Штутенкерль

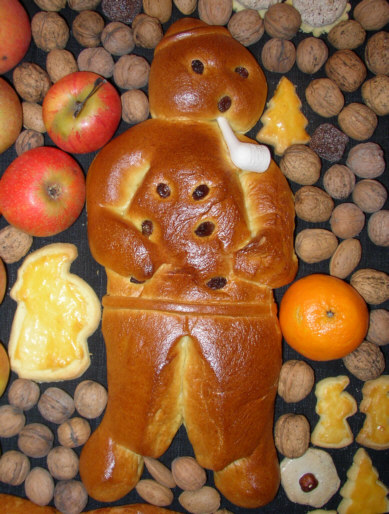
Штутенкерль

Шту́тенкерль (нем. Stutenkerl — букв. «парень из изюмного батона», также ве́к(ен)ман (нем. Weck(en)mann — букв. «булочный человечек», кла́узенман (нем. Klausenmann), хе́фекерль (нем. Hefekerl — «дрожжевой человечек»), гре́ттимаа (нем. Grättimaa), гри́ттибенц (нем. Grittibänz — букв. «Бенц Раскинул Ноги»), да́мбедай (нем. Dambedei)) — сезонная осенняя и зимняя фигурная обрядовая выпечка из сладкого дрожжевого теста в виде человечка с изюминками вместо глаз и глиняной курительной трубкой, распространённая в немецкоязычных странах под самыми различными диалектальными названиями.
В Германии родиной штутенкерлей считается Рейнская область, но даже там выпечка имеет несколько названий. Существует две основных истории возникновения штутенкерлей. По первой из них, штутенкерль символизирует спутника святого Николая Кнехта Рупрехта или Крампуса, а трубка в его руке — видоизменённая розга, которой тот наказывал непослушных детей. Вероятно, булочники в маркетинговых целях стремились смягчить образ штутенкерля и отцензурировали его розгу. По второй версии штутенкерль — это сам святой Николай, а трубка — это перевёрнутый епископский посох.
Немецкие католики пекут штутенкерлей ко Дню святого Мартина, а протестанты — ко Дню святителя Николая. Румяные человечки из теста с изюмными глазами — типичная продукция немецких булочных в предрождественский период и традиционный подарок детям ко Дню святого Мартина и Дню святого Николая. Для домашнего изготовления штутенкерлей предлагаются специальные выемки для теста.